# Остапенко Богдан Юрійович
Богдан Юрійович Остапенко (1996—2023) — старший солдат Збройних Сил України, учасник російсько-української війни, який загинув під час російського вторгнення в Україну.

## Життєпис
Народився 13 лютого 1996 року в місті Черкаси. Мати — Наталія Остапенко — доктор педагогічних наук, професор Черкаського національного університету імені Богдана Хмельницького. Навчався у Першій міській гімназії міста Черкас. Вищу освіту здобув у Черкаському національному університеті ім. Б. Хмельницького за спеціальністю «Економіка підприємства». Працював менеджером у магазині спортивного та туристичного спорядження.
З початком російського вторгнення в Україну намагався піти на захист Батьківщини добровольцем. Згодом був мобілізований та вступив до лав Державної прикордонної служби України. У складі підрозділу неодноразово брав участь в боях при спробах наступальних дій противника.
Загинув 30 жовтня 2022 року разом із солдатом Денисом Бучмінським внаслідок масованого обстрілу позицій противником у районі с. Солодке Донецької області.
Похований у м. Черкаси.

## Нагороди
- орден «За мужність» III ступеня (17.03.2023) (посмертно) — за особисту мужність і самовідданість, виявлені у захисті державного суверенітету та територіальної цілісності України, сумлінне і бездоганне служіння Українському народові.[4]

## Вшанування пам'яті
На території Черкаського національного університету ім. Б. Хмельницького у 2023 році закладено розарій і встановлено пам'ятну табличку на честь Богдана Остапенка..